# Pyskowice
Pyskowice là một thị trấn thuộc huyện Gliwicki, tỉnh Śląskie ở nam Ba Lan. Thị trấn có diện tích 31 km². Đến ngày 1 tháng 1 năm 2011, dân số của thị trấn là 19067 người và mật độ 617 người/km².